# Род (Ирландия)
Род (англ. Rhode; ирл. Ród) — деревня в Ирландии, находится в графстве Оффали (провинция Ленстер) у пересечения трасс R400 и R441.

## Демография
Население — 778 человек (по переписи 2006 года). В 2002 году население составляло 705 человек.
Данные переписи 2006 года:
| Общие демографические показатели |               |                               |                               |      |      |
| Всё население                    | Всё население | Изменения населения 2002—2006 | Изменения населения 2002—2006 | 2006 | 2006 |
| 2002                             | 2006          | чел.                          | %                             | муж. | жен. |
| 705                              | 778           | 73                            | 10,4                          | 381  | 397  |